# Кошланівська сільська рада
| Кошланівська сільська рада — колишній орган місцевого самоврядування у Оратівському районі Вінницької області з адміністративним центром у с. Кошлани. Сільській раді були підпорядковані населені пункти: - с. Кошлани - с. Дібровинці |

## Склад ради
Рада складалася з 14 депутатів та голови.

## Керівний склад сільської ради
| ПІБ                         | Основні відомості                                                                  | Дата обрання | Дата звільнення |
| --------------------------- | ---------------------------------------------------------------------------------- | ------------ | --------------- |
| Загарія Анатолій Вікторович | Сільський голова, 1965 року народження, освіта, член Соціалістичної партії України | 26.03.2006   | 31.10.2010      |
| Загарія Анатолій Вікторович | Сільський голова, 1965 року народження, освіта вища                                | 31.10.2010   |                 |

Примітка: таблиця складена за даними джерела